# Eupithecia fuscata
Eupithecia fuscata es una especie de polilla de la familia Geometridae. La especie fue descrita por primera vez por D.S. Fletcher habiendo sido descrita en 1978, con distribución en Uganda. El holotipo de la especie fue descrita en los alrededores del valle Mobuku, en las montañas Rwenzori de Uganda.